# Ausbauzustand

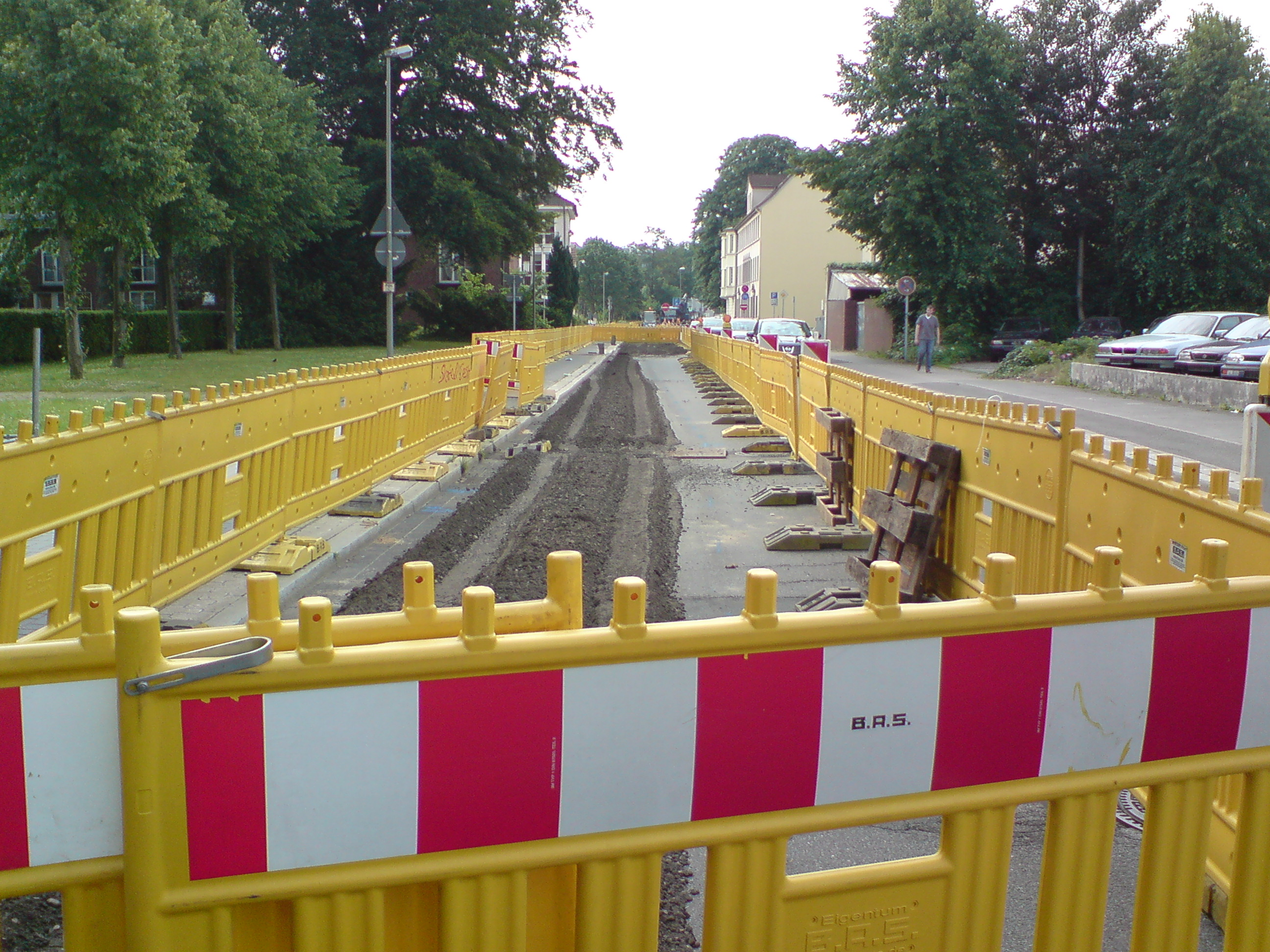
Der Ausbauzustand umfasst sowohl den Straßenneubau als auch die Straßensanierung und betrifft den momentanen Zustand einer Straße

Der Ausbauzustand ist im Verkehrswesen der bauliche Zustand einer Straße. Vom Ausbauzustand wird allgemein gesprochen, wenn es verschiedene technische Möglichkeiten für den Straßenbau gibt und eine davon gewählt wurde. So kann bei Netzwerken wie dem Mobilfunknetz der Ausbauzustand des Netzes den aktuellen Mobilfunkstandard bezeichnen. Das gilt auch entsprechend für das Straßennetz, Schienennetz und Wasserstraßennetz. Im Hochspannungsnetz ist weder ein geringerer Ausbauzustand als im Bedarfsplan vorgesehen, noch ein höherer Ausbauzustand verboten.
Meist wird der Begriff verengt auf den Ausbauzustand des Straßennetzes. Die Funktion einer Straße bestimmt ihren Ausbauzustand. Hierbei ist ausschlaggebend, wie viele Fahrzeuge eine bestimmte Straße pro Tag als Nutzlast befahren. Der Straßenbau muss beim Ausbauzustand auch die voraussichtliche Verkehrslast und Extremwetter berücksichtigen. Er umfasst die Linienführung, den Straßenquerschnitt und die Lage von Knotenpunkten.

## Arten
Unterschieden wird zwischen dem Umfang des Straßenausbaus und der Art des Straßenbelags:
- Umfang des Straßenausbaus:
  - Ein Vollausbau bezeichnet den aus Sicht der Empfehlungen[3] und Vorschriften endgültigen Ausbau einer Straße.
  - Der Teilausbau nähert sich in Stufen an den Vollausbau an, besitzt aber noch in Teilen den alten Ausbaustandard. Dies ist oftmals notwendig, wenn der Ausbau unter laufendem Verkehr vollzogen werden muss und die Straße nicht vollständig gesperrt werden kann. Dieses Verfahren wird häufig bei Autobahnen angewendet.
  - Ein Zwischenausbau stellt eine Zwischenlösung dar, bei der nur die Hauptfahrbahn verbreitert und der Oberbau verstärkt wird. Die Linienführung wird beibehalten, so dass Gefahrenstellen wie enge Kurven oder Knotenpunkte nicht beseitigt werden. Dieses Verfahren wird häufig bei überlasteten Bundes- und Landesstraßen angewendet.
  - Bei der Fahrbahndeckenerneuerung wird nur die Fahrbahndecke erneuert, ohne dass weitere Änderungen erfolgen. Der Straßenquerschnitt wird beibehalten.
- Art des Straßenbelags oder Oberbaus:
  - kein besonderer Straßenbelag: Naturstraßen;
  - Schotter: Schotterstraßen;
  - Pflastersteine: Pflasterstraßen;
  - Asphalt: Asphaltstraßen;
  - Beton: Betonstraßen.

Die Richtlinien für die Standardisierung des Oberbaus von Verkehrsflächen regeln für alle inner- und außerörtlichen Straßen, Wege (außer ländliche Wege) und Verkehrsflächen die Art und Weise des Straßenoberbaus und werden für dessen Bemessung verwendet.
Beim Straßenbelag ergibt sich folgende Übersicht:
| Straßenklasse  | Straßenbelag    | Beispiele |
| -------------- | --------------- | --- |
| Naturstraße    | alle Bodenarten | Feldweg, Forstweg, Wellblechpiste                                                                               |
| Schotterstraße | Schotter        | Dalton Highway in Alaska, Top of the World Highway in Alaska und Yukon                                          |
| Pflasterstraße | Pflaster        | Champs-Elysées in Paris, viele Wohnstraßen durch Aufpflasterung                                                 |
| Asphaltstraße  | Asphalt         | Bundes-, Landes-, Kreisstraßen, Nationalstraßen, Gemeindestraßen                                                |
| Betonstraße    | Beton           | Autobahnen ( Deutschland, Österreich, Schweiz), Autostrada ( Italien) Interstate Highways ( Vereinigte Staaten) |

Nicht alle Autobahnen und Highways sind betoniert, häufig nur eine Teilstrecke davon.

## Straßenverkehr
Im Straßenverkehr ist der Straßenbelag von besonderer Bedeutung. Je hochwertiger er ist, umso mehr Fahrzeugarten können eine Straße problemlos befahren (eine tief durchnässte Naturstraße oder Schotterstraße kann nur von Geländewagen befahren werden, nicht aber von Fahrrädern). Das gilt auch für Witterungseinflüsse, denen der Straßenbelag ausgesetzt ist. Frost- oder Hitzeaufbrüche gibt es nur bei hochwertigem Straßenbelag, nicht jedoch bei Natur- oder Schotterpisten. Auch die Verkehrslast durch hohe Verkehrsdichte und/oder starken Güterverkehr beeinträchtigt den Ausbauzustand und führt zu Fahrbahnschäden. Ein zweiachsiger Lastkraftwagen mit 18 Tonnen zulässigem Höchstgewicht nutzt eine Straße 17000 mal stärker ab als ein Personenkraftwagen. Bei geringer Verkehrsbelastung kann auch der Ausbauzustand geringer sein. Die Knappheit der Finanzierungsmittel öffentlicher Haushalte trägt dazu bei, dass sich der Ausbauzustand verschlechtert (Schlaglöcher). Dadurch wird auch die Verkehrssicherheit beeinträchtigt.
Durch Abnutzung und Witterungseinflüsse verschlechtert sich mithin der Ausbauzustand auch der Straßenbrücken, so dass eine Straßeninstandsetzung und/oder Brückensanierung zur Wiederherstellung des ursprünglichen Zustands führen soll. Die Qualität des Straßen- und Brückenzustands wirkt sich auf die Verkehrsinfrastruktur aus, zumal Schäden zu einer Netzstörung im Straßennetz (Verkehrsstau, Verspätungen) führen können.
In Deutschland sind beim Straßenbau und bei der Straßeninstandsetzung die Straßenbaurichtlinien der Bundesanstalt für Straßenwesen und die Empfehlungen der Forschungsgesellschaft für Straßen- und Verkehrswesen maßgeblich.

## International
Der Ausbauzustand von Straßen lässt sich international im Regelfall aus der Bezeichnung erkennen:
| Staat                                         | Straßenbezeichnung Standardstraße                 | Straßenbezeichnung Naturstraße/Schotterstraße |
| --------------------------------------------- | ------------------------------------------------- | --------------------------------------------- |
| Deutschland, Österreich und Schweiz           | Autobahn, Bundesstraße, Landesstraße, Kreisstraße | Feldweg, Wirtschaftsweg                       |
| Frankreich                                    | autoroute, avenue, boulevard, rue                 | chemin de terre, route de gravier             |
| Spanien und Südamerika                        | calle, carretera                                  | camino, camino de grava                       |
| Vereinigte Staaten und Vereinigtes Königreich | highway, road, street                             | dirt road, gravel road                        |

Im Regelfall weist die unterste Straßenkategorie gleichzeitig auch den schlechtesten Ausbauzustand auf.

## Sonstiges
Bei der Bewertung der Lage von Immobilien (Wohn- und Gewerbeimmobilien) spielt auch der Ausbauzustand der umgebenden Straßen eine Rolle.
Der Ausbauzustand betrifft auch andere Bauwerke wie Gebäude oder Wasserstraßen. Bei letzteren ist der Begriff „Zustand“ des § 31 Abs. 1 WHG weit auszulegen und umfasst nicht nur den Querschnitt des Gewässers und die Gestaltung des Ufers, sondern erstreckt sich auch auf die Verwendung der natürlichen Ausbaumaterialien.